# 杨福安
杨福安（1911年—1996年9月20日），彝族，云南石林县亩竹箐乡矣维哨村人。中华人民共和国政治人物。

## 生平

### 民国时期
1938年在滇黔绥靖公署步兵团任中士、排长等职。1940年5月至1946年4月，在泸西县西屏乡公所任自卫中队队长、泸西县政警队副队长等职。1947年2月，在何现龙的带领下，和圭山的彝族积极分子一起，到邱北县政府接受中共组织的培训。他担任剿匪队长，带领圭山革命武装剿灭了红花山一带的罗四、罗五土匪武装。在此期问，他经何现龙介绍加入中国共产党。1948年2月圭山东麓的泸西旧城发生暴动后，听从中共云南省工委特派员祁山的指挥，调集圭山武装支援革命。3月29日，朱家璧、张子斋等与何现龙在圭山糯斗村对圭、西山革命武装进行整编，下辖三个大队，杨福安任第三大队大队长。后部队改称云南人民讨蒋自救军，杨福安仍任第三大队大队长。

### 共和国时期
1949年3-9月，任边纵二支队第十四团副团长，团长龙光明未到任时候，担任临时指挥。1949年10月至1950年2月，任边纵二支队护乡第二团团长。1950年3月至1951年5月，任宜良军分区司令部情报科科长。1951年6月至1955年12月，任宜良武装部副部长、宜良县兵役局副局长等职。1956年1-6月，任路南县税局负责人。1956年7月至1957年2月，在中共云南省委党校学习。1956年12月至1958年11月，任路南彝族自治县人民法院院长。1958年12月至1964年3月，任宜良县圭山区工交财贸部长、区长、副区长等职。1964年4月至1965年12月，任路南县农林科副科长。1966年1月至1967年4月，任路南彝族自治县政协第一届副主席兼秘书长。1967年5月至1972年1月，任路美邑乡降压站保管员、县委“五七”干校学员。1972年2月至1973年8月，任路南县大队处服务员。1973年9月至1978年7月，任路南彝族自治县委信访组办事员。1978年8月至1980年8月，任路南县委统战部副部长。1980年9月至1983年5月，任路南彝族自治县人大常委会副主任。1984年3月至1987年3月，任县政协第二届委员会副主席。1987年4月离休，1996年9月20日病逝于家中。